# Édouard Vaillant
Édouard Vaillant (Vierzon (Cher), 26 de gener del 1840 - Saint-Mandé (Val de Marne), 18 de desembre del 1915) fou un polític francès de tendència blanquista. Va dirigir el Partit Socialista Revolucionari de França, va ser un dels fundadors de la SFIO i va ser diputat durant gairebé vint anys, del 1893 fins a la seva mort.

## Biografia
Édouard Vaillant descendia d'una família benestant i estudià a les millors universitats (enginyeria, doctorats en ciències i en medicina a França, filosofia a Alemanya) fins que la guerra francoprussiana el va obligar a tornar a París.
El 1871 va ser conseller municipal al districte 20è de París, un dels districtes més populars i activament militants de l'esquerra a la capital. A Londres entrà al secretariat de l'Internacional Socialista però ho deixà el 1872 per considerar que no era prou revolucionària.
Va dirigir el Partit Socialista Revolucionari de França (PSR de França) fins que el 1902 el partit es fusionà amb el Partit Obrer Francès (POF) per a crear el nou Partit Socialista de França (PSdF). Va militar en el PSdF fins que l'any 1905 participà en la fundació de la Secció Francesa de l'Internatcional Obrera (SFIO), un nou partit creat de la unió del PSdF i del Partit Socialista Francès, en què va militar fins a la seva mort.
El 1893 fou elegit diputat per primera vegada com a representant del PSR de França, i posteriorment fou reelegit en representació del SFIO fins al 1915.